# Rhaphidophora kokodensis
Rhaphidophora kokodensis är en kallaväxtart som beskrevs av Peter Charles Boyce. Rhaphidophora kokodensis ingår i släktet Rhaphidophora och familjen kallaväxter. Inga underarter finns listade.